# Darlene Zschech

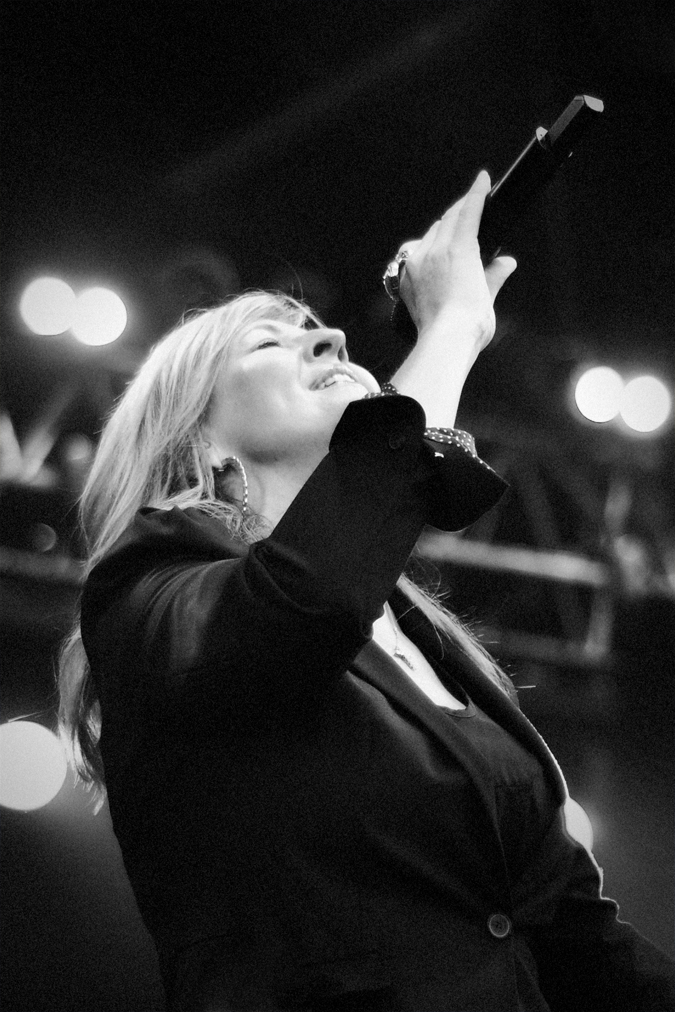
Darlene Zschech

Darlene Zschech, född 8 september 1965. Sångerska, sångförfattare och lovsångsledare i Hillsong church, Sydney, Australien. Hon finns representerad i Verbums psalmbokstillägg 2003 med ett originalverk och komposition (nr 703).

## Sånger
- Höj upp din röst (Livets Ords Förlag) text och musik 1993. Översatt av Bo Järpehag 1996.
- Ropa till Gud (Verbum nr 703) text och musik 1993. Översatt till svenska av Bengt Johansson 1997.